# Plectris caniventris
Plectris caniventris är en skalbaggsart som beskrevs av Hermann Burmeister 1855. Plectris caniventris ingår i släktet Plectris och familjen Melolonthidae. Inga underarter finns listade i Catalogue of Life.